# 鳥取県道192号西町鳥取停車場線
鳥取県道192号西町鳥取停車場線（とっとりけんどう192ごう にしまちとっとりていしゃじょうせん）は、鳥取県鳥取市を通る一般県道である。

## 概要
鳥取市西町5丁目から鳥取市東品治町に至る。

### 路線データ
- 起点：鳥取県鳥取市西町5丁目（鳥取城跡交差点[1]、国道53号別線交点）
- 終点：鳥取県鳥取市東品治町（鳥取県道25号鳥取停車場線起点、鳥取県道43号鳥取福部線交点）

## 歴史
- 2011年（平成23年）3月25日 - 鳥取県告示第155号により鳥取市今町2丁目・太平線通り交差点 - 鳥取駅北口間の経路・終点を変更。変更前は太平線経由で鳥取市今町1丁目が終点であったが、変更後は錦通り（国道53号（国道373号重用）） - 駅前通り（鳥取県道25号鳥取停車場線）経由で鳥取市東品治町が終点となった。これに伴い、変更前の経路は鳥取市道2011592号駅前太平線へ移行した[2][3]。

## 路線状況

### 重複区間
- 国道53号・国道373号（鳥取市今町2丁目・太平線通り交差点 - 鳥取市末広温泉町・若桜街道交差点）
- 鳥取県道25号鳥取停車場線（鳥取市末広温泉町・若桜街道交差点 - 鳥取市東品治町）

### 道路施設

#### 橋梁
- 鹿野橋（袋川、鳥取市）

## 地理

### 通過する自治体
- 鳥取県
  - 鳥取市

### 交差する道路
| 交差する道路                                                                                               | 交差する場所 | 交差する場所          |
| --- | ------------ | --------------------- |
| 国道53号 / 別線 国道373号 / 別線 重複                                                                      | 西町5丁目    | 鳥取城跡交差点 / 起点 |
| 鳥取県道193号田島片原線                                                                                    | 片原4丁目    | 片原四丁目交差点      |
| 国道53号 重複区間起点 国道373号 重複区間起点 鳥取市道2011592号駅前太平線                                   | 今町2丁目    | 太平線通り交差点      |
| 国道53号 重複区間終点 国道373号 重複区間終点 鳥取県道25号鳥取停車場線 重複区間起点 鳥取県道291号鳥取国府線 | 末広温泉町   | 若桜街道交差点        |
| 鳥取県道25号鳥取停車場線 重複区間終点 鳥取県道43号鳥取福部線                                               | 東品治町     | 終点                  |

### 沿線
- 鳥取市立醇風小学校
- JR西日本山陰本線・因美線 鳥取駅